# マーベル・ユニバース
マーベル・ユニバース（Marvel Universe）は、マーベル・コミックが発行するほとんどのアメリカン・コミックス・ブックのタイトルやその他のメディアに登場するストーリーの舞台となる架空宇宙である。アベンジャーズ、X-メン、ファンタスティック・フォーなどのスーパーチームや、スパイダーマン、アイアンマン、ソー、ハルク、キャプテン・アメリカ、ウルヴァリン、ブラックパンサー、ドクター・ストレンジ、ヒューマン・トーチ、デアデビル、デッドプールなど、多くのマーベル・スーパーヒーローがこの宇宙に住んでいる。また、ドクター・ドゥーム、マグニートー、サノス、ロキ、グリーンゴブリン、ドクター・オクトパス、ヴェノムなどの有名なスーパーヴィランも含まれる。
マーベル・ユニバースは、何千もの別々の宇宙からなる「マルチバース」の中に存在するものとして描かれており、そのすべてがマーベル・コミックの作品であり、ある意味ですべてが「マーベル・ユニバース」である。ここでいう「マーベル・ユニバース」とは、マーベル作品のメインストリームである「アース-616」（シークレット・ウォーズでの再建後は「プライム・アース」と呼ばれている）を指すものとする。

## 歴史
シェアード・ユニバースという概念は、1961年のコミック・ブックにはなかったが、作家兼編集者のスタン・リーは、ジャック・カービーやスティーブ・ディッコなどの作家とともに、1冊の本で起きた出来事が他の本でも影響を及ぼし、キャラクターの成長や変化を示す連続したストーリーを生み出した。あるタイトルの主要キャラクターが他の本にカメオ出演したり、ゲスト出演したりする。最終的に、多くの主要ヒーロー（アントマン、ワスプ、アイアンマン、ソー、ハルク）は、1963年9月にデビューしたチーム「アベンジャーズ」に集結した。マーベルがタイムリー・コミックス（Marvel Vault）であった頃には、サブマリナーとヒューマン・トーチがライバル関係にあったが、マーベルのキャラクターが世界を共有したのはこれが初めてである。また、マーベル・ユニバースでは、中心となるタイトルがニューヨークに設定されていることが特徴的だった。これに対して、DCヒーローの多くが架空の都市に住んでいるのとは対照的に、マーベル・ユニバースでは、超人の存在が様々な形で一般市民に影響を与えるなど、都市や世界を可能な限りリアルに描くことに配慮している。 
時が経つにつれ、マーベル・コミックのライター数名が、DCのパラレルワールドのようなマルチバースのアイデアを取り入れるようにマーベルの編集者に働きかけた。これは、通常は重ならないいくつかの架空のユニバース（宇宙）を作ることができるプロット装置である。メインのマーベル・ユニバースの地球で起こることは、通常、別のマーベルが作成したユニバースの平行した地球で起こることに影響を与えない。
1982年、マーベルはミニシリーズ『Contest of Champions』を出版した。この作品は、当時存在していた主要なヒーローが一堂に会し、ひとつの脅威に対処するというものであり、マーベル初のミニシリーズだった。各号には、多くの主要なコスチュームを着たキャラクターの伝記が掲載されており、これらの伝記は、『Contest of Champions』の直後に発売されたマーベルの参考資料シリーズ『The Official Handbook of the Marvel Universe』の先駆けとなった。 

## コンセプト
マーベル・ユニバースは、現実の世界を強く意識している。マーベル・ユニバースの地球は、同じ国、同じ人物（政治家、映画スターなど）、同じ歴史上の出来事（第二次世界大戦など）など、現実の地球と同じ特徴を持っているが、ワカンダやラトベリアなどの国（非常に小さな国）や、スパイ組織S.H.I.E.L.D.とその敵であるヒドラやA.I.M.などの組織など、多くの架空の要素も含まれている。 2009年、マーベルは2部構成のミニシリーズ『Marvel Atlas』で世界の地理を公式に説明した。 
最も重要なことは、マーベル・ユニバースには、ほとんどすべての主要なサイエンス・フィクションやファンタジーの概念が組み込まれており、作家たちは継続的に追加しているということである。宇宙人、神、魔法、宇宙の力、人類が開発した非常に高度な技術など、すべてがマーベル・ユニバースには顕著に存在している（このようなファンタジックな要素がすべて盛り込まれている宇宙はかなり珍しく、その例としてDCユニバースが挙げられる）。 また、マーベル・ユニバースでは、東アジアを起源とする魔法の呪文、奇想天外な魔術、顕在化した原理を持つモンスターがより重要な役割を果たしている。その一つが、タントラ魔術の灰から生まれたフィン・ファン・フーンである。これらの余分な要素のおかげで、マーベル・ユニバースの地球には、これらの手段のいずれかによって力を得たスーパーヒーローやスーパーヴィランが多数存在している。 エンパイア・ステート大学では「宇宙人、次元移動者、クローン、独立機械知能、その他常識外の学生」のための奨学金制度があり、企業ではスーパーヒーローの財産保険があり、ニューヨークの航空管制官は地元空港に着陸する宇宙船を扱うほど、一般の人々はこうした概念に慣れ親しんでいる。
マーベル・ユニバースでは、ストーリーテリングが連続しているため、現実世界に比べて時間の経過が少なく、ある号のストーリーは前の号の結末からほんの数秒後に再開され、「リアルタイム」では1ヶ月が経過していることになっている。マーベルの主要ヒーローが誕生したのは1960年代だが、宇宙自体の時間の経過は（1990年代半ばから後半にかけて約10年と言われたが）最近では13年と言われている。その結果、執筆時には現代的だったいくつかの出来事の設定は、この浮動的な時間軸の中で「意味をなす」ために、数年ごとに更新されなければならない。そのため、過去の物語の出来事は、現在の号の発行日から一定の年数以内に起こったとみなされる。例えば、スパイダーマンの高校の卒業式は『アメイジング・スパイダーマン』28号（1965年9月）、大学の卒業式は『アメイジング・スパイダーマン』185号（1978年10月）、高校の同窓会は『マーベル・ナイツ・スパイダーマン』7号（2004年12月）に掲載されている。浮遊的タイムラインのため、現実の歴史的な出来事に言及していても、後にそれらの言及が無視されたり、現在の感覚に合わせて書き換えられたりする。例えば、アイアンマンの起源は、2004年のストーリーラインで、アフガニスタンでの対テロ戦争に関連するように変更されたが、オリジナルのアイアンマンのストーリーではベトナムでのベトナム戦争に関連していた。 
マーベル・コミックス自体はマーベル・ユニバース内の会社として存在しており、スタン・リーやジャック・カービーといった人物のバージョンがいくつかのストーリーに登場しているほか、スティーブ・ロジャース（キャプテン・アメリカのオルター・エゴ）といったキャラクターがマーベルで働いている。 この現実のマーベルは、スーパーヒーローたちの実際の体験を再現したコミックを出版している（ただし、彼らの秘密の正体など、一般には知られていない詳細を除く）。また、DCコミックス・ユニバースは、数あるオルタナティブ・ユニバースのひとつとして、マーベル・ユニバースにも存在すると言われている。その逆もまた然りである。これは、両社が共同で出版している様々なクロスオーバーストーリーを説明する一つの方法である。
マーベル・ユニバースには、ドラキュラやフランケンシュタイン・モンスターなどのポップカルチャーのキャラクターが存在する。これは通常、作者であるブラム・ストーカーやメアリー・シェリーに語られた出来事の二次資料として正当化されているが、一般の人々は彼らを架空の存在と信じ続けている。ロバート・E・ハワードの『コナン・ザ・バーバリアン』、『レッド・ソニア』、『カル・ザ・コンケラー』、『ソロモン・ケイン』もマーベル・ユニバースに実在する。コナンとカルのハイボリアン・エイラは、アース-616の記録された歴史の一部であると考えられている。しかし、彼らが現代のマーベル・スーパーヒーロー・キャラクターと出会うことはほとんどない。これは、パブリックドメインとなった2006年以前のハワード作品の法的地位が不確かであることが原因である可能性が高い。2019年現在、コナン・ザ・バーバリアンはもちろん、カル・ザ・コンケラーやソロモン・ケインも、マーベルがキャラクターの出版権を取り戻したおかげで、しっかりと組み込まれている。マーベル・ユニバースに組み込まれた他のライセンス作品には、ゴジラ、トランスフォーマー、映画『2001年宇宙の旅』（マシンマンのキャラクター）、ロム・ザ・スペースナイト、マイクロノーツ、ショーグン・ウォリアーズなどがある。ほとんどの場合、これらの作品は、著作権侵害を避けるために、ライセンスの期限が切れた後は使用が制限されるか、キャラクターのデザインや名前が変更される。

### 超人的な力の起源
マーベルの地球に住む超人のほとんどは、数百万年前に地球を訪れ、有史以前の祖先に実験を行った宇宙の存在、セレスティアルにその力を借りている（このプロセスは他のいくつかの惑星でも行われた）。その結果、神のような存在であるエターナルズと遺伝的に不安定なディヴィアンツという2つの隠れた種族が生まれたほか、一部の人間の遺伝子には「X因子」が組み込まれ、それが自然に活性化することで、ミュータントと呼ばれる超能力を持つ者や、醜い姿の者が生まれることもある。また、他の要因（放射線など）がなければ力を発揮できない人もいる。遺伝子のプロファイルに応じて、異なる化学物質や放射線にさらされた個人は、しばしば死や怪我をするが、他の人は超人的な能力を発現します。サイオニック能力を除いて、これらの力は通常ランダムであり、2人の人間が同じ力を持つことは稀である。なぜセレスティアルがこのようなことをしたのかは明らかではないが、セレスティアルが人類の進化を観察し続けていることは知られている。『アースX』と題されたマーベルのシリーズでは、その理由の一つとして、超人は地球の中で育つセレスティアルの胚を惑星の脅威から守るために存在し、何世紀にもわたってそうしてきたことが紹介されている。X-メンの悪役であるバルガスは、遺伝子情報では普通の人間であるにもかかわらず、生まれつき超能力を持っていることから、人類の進化の新たな方向性を主張している。大多数の人々は、超人的な力の原因となるものについて知らない。 
超人的な力の起源としては、魔法、遺伝子操作、バイオニックインプラントなどが考えられる。また、ヒーローやヴィランの中には、力を持たず、格闘訓練や高度な技術設備に頼る者もいる。マーベル・ユニバースでは、テクノロジーは現実世界よりもかなり進んでいる。これは、ファンタスティック・フォーのリード・リチャーズ（ミスター・ファンタスティック）のような、天才レベルの知能を持つような人物によるものである。しかし、パワードアーマーや殺人光線などの高度な装置のほとんどは、一般市民には高価すぎるため、通常はS.H.I.E.L.D.などの政府組織や、A.I.M.などの強力な犯罪組織の手に渡っている。これらの装置を製造している大手企業は、トニー・スターク（アイアンマン）が経営しているスターク・インダストリーズだが、他にもある。また、過去にロボット産業に影響を与えたことで知られるカーン・ザ・コンケラーのように、隠れた種族や宇宙人、あるいはタイムトラベラーから高度な技術が人間に与えられたこともある。
超人の場合、超能力を発揮するために必要なエネルギーは、自分の体を使って体内から供給されるか、あるいはエネルギーの需要が体の能力を超えた場合には、別の供給源から供給されることになる。ほとんどの場合、その別の源はユニバーサル・サイオニック・フィールド（UPF）と呼ばれるもので、彼らはそれを利用することができる。別の源とつながっていることもあれば、ホストになっていることも稀にある。
マーベルでは、ほとんどの超能力とその源を「科学的」に説明しようとしているが、通常は以下のような架空の科学的な概念を使っている。
- エネルギー吸収（電池効果）：体内の細胞は電池と同じ機能を持ち、外から来たエネルギーで充電される。ガンマ線を浴びたハルクなどに多く見られ、この蓄積されたエネルギーからパワーを得ている。力はエネルギーがある限り持続し、さらに「電池」を充填することで増加させることも可能である。エネルギーが空になると、力は消えてしまう。
- パワー・プライモディアル（英語版）はビッグバンの残った力で、エルダーズ・オブ・ザ・ユニバース（英語版）が管理している。
- フェニックス・フォース（英語版）フェニックス・フォースは、驚異的な力を持つ力である。生命体のエネルギーを取り込み、ジーン・グレイのようなテレパシーを持つミュータント（英語版）に好まれることがわかっている。
- サイオニック・エネルギーとは、目に見えない未知のエネルギーで、他の物質やエネルギーを操ることができる生きた脳が生み出すものと想定されている。
- ユニバーサル・サイオニック・フィールドは、宇宙のあらゆる場所に存在する力だが、そのエネルギーを利用できるのは、サイオニック・フィールドに接続できる能力を持つ者だけである。
- エニグマ・フォースは、マイクロバースとの関係が疑われており、地球上では、個人をキャプテン・ユニバースに変身させるユニ・パワーの源でもある。
- 超次元空間：次元を利用して、そこから質量を引き出したり（地球上の物体に加える）、物体から質量を取り出して「ポケット次元」に保存し、後で取り出すことができる。ハルクのようなキャラクターが、目に見える形で質量を吸収することなく成長したり縮小したりできるのはこのためである。ピム粒子と呼ばれる一種の素粒子が、このような効果に使われる（注：多くの巨大化したキャラクターは、増加した重量を処理するために重力を操作する能力が限られている）。質量の変化は、代わりに密度の変化という形で行われ、キャラクターが硬くなったり、体を持たなくなったりすることができる。キャラクターの中には、自分（または他人）の体を超次元空間に保存し、その次元の物質やエネルギーでできた体と交換することで、自分の魂は地上に残り、新しい体をコントロールしながら、自分（または他人）を生きていない物質、あるいは純粋なエネルギーに「変身」させることができるようなものもある。異次元への旅行は、異なる地点で地球の次元に再突入することで「テレポート」する方法としても利用できる。
- ダークフォースは、別の次元（単にダークフォース次元と呼ばれる）に存在する未知の暗黒物質であり、様々な方法で召喚して操作することができる。不可解な暗黒を作り出したり、様々な形に固めたり、（最も重要なのは）生物から「生命エネルギー」を吸収することである（すべての使用者がこれらの効果をすべて使えるわけではない）。ダークフォースは元の次元との行き来にも使えるが、これはダークフォースの力を持つ者以外には危険である。また、ダークフォースには感覚があり、時には使用者に悪影響を及ぼすという説もある。ダークスター（英語版）、初代ブラックアウト（英語版）、シュラウド（英語版）、クローク（英語版）、ドアマン（英語版）など、様々なヒーローやヴィランがダークフォースの力を持っている。しかし、クロークはダークフォースへの主要な「ポータル」のようである。
- ライトフォース（英語版）ライトフォースは、ダークフォースの対極にある光に似たエネルギーであり、その次元から来ているが、生物（闇やダークフォースでできたものを除く）を癒す効果がある。感覚を持っているかどうかは不明である。クロークのパートナーであるダガー（英語版）は、ライトフォースの主要なアバターのようである。
- パワー・コズミックとは、現実を変える力であり、使用者は望むことを何でもできる（物理法則を曲げることも含む）。宇宙エネルギーは宇宙そのものであり、ギャラクタスとその使者が最も顕著に使用している。
- 魔法は、物理学の法則に自然に逆らうことができることを除けば、エネルギーの一形態のようにも見え、通常の科学を覆すものである。ただし、魔法には独自のルールがあり、それは発動方法によって異なり、通常は音声による呪文の形で発動される。生き物を含めたすべてのものに存在するように見える。マーベル・ユニバースでは、すべての人間が魔法を使うことができるが、それは適切な訓練を受けた場合に限られる。ほとんどの人は魔法が使えることを知らない。また、他の次元から来た強力な魔法の存在は、特定の非常に強力な魔法の呪文を作り、その名前を呼んだ魔術師に（多くの場合、無差別に）使わせることがある。その一例がヴィシャンティと呼ばれる三位一体の存在で、彼らは英雄的な魔術師の後援者としての役割を果たす。いつでも地球上には、異次元の神秘的な侵略者から宇宙を守ることを任務とする魔術師がいる。この魔術師は、ブラザー・ブードゥーの死後、空席となってたが、最近ではドクター・ストレンジが復職している。マーベル・ユニバースにおける星は、感覚を持つ存在であり、すべての神秘的なエネルギーの源である。

### 人間以外
ミュータントは人間の種、あるいは亜種（ホモ・スーペリア、ホモ・サピエンス・スーペリア）として進化しており、普通の人間に取って代わろうとしているという話から、ミュータントに対するある程度の偏執的な恐怖感が存在している。ミュータントと普通の人間との平和的な共存を目指す者（X-メンとその関連グループ）、ミュータントに安全や優位性を与えるために人間を支配・排除しようとする者（マグニートーとその信奉者、アポカリプスなどのミュータント）、人間のためにミュータントを規制・排除しようとする者の3つの陣営に分けられる。後者はセンチネルと呼ばれるロボットを武器として使用することが多い。また、ニューヨークの地下に潜むモーロックのように、ミュータントとしての奇形性を理由に外界から差別されている種族もいる。
ミュータンツ、エターナルズ、ディヴィアンツに加えて、いくつかの知的種族が地球上に密かに存在している。その中には、昔クリーの実験で作られた遺伝的に不安定な種族であるインヒューマンズ（ディヴィアンツと同じだが、彼らの場合は「テリジェン・ミスト」と呼ばれる物質を使用していることが原因）、ディヴィアンツによって作られた地表下での生活に適応したヒューマノイドの種族であるサブテラニアン（一部のサブテラニアンは悪魔によって「ラヴァ・メン」に変身させられた）、地球の海に住む水を吸うヒューマノイドの種族であるホモ・マーマナスなどがある。これらの種族のほとんどは高度な技術を持っているが、最近まで人類から隠されて存在していた。サヴェッジ・ランドにはさらに多くの種族が存在する（下記の「場所」を参照）。サヴェッジ・ランドの種族のほとんどは、天界の実験から逃れたと思われる原始的な猿人のグループに由来しており、その影響は現代のホモ・サピエンスすべてに及んでいる。また、ハルクの敵であるミッシング・リンクと呼ばれる放射能汚染されたネアンデルタール人など、原始的なヒューマノイドが地球上を歩いていた時代の名残も残っている。

### エイリアンの種族
マーベル・ユニバースには、何百もの知的な異星人が存在している。地球がそれらの多くと交流しているのは、大きな「ハイパースペース・ワープ」がたまたま太陽系内に存在しているからである。
3つの主要な宇宙帝国は次のとおり：
- クリー（英語版）、クリー帝国（大マゼラン雲）を支配する
- スクラル、スクラル帝国（アンドロメダ銀河）を支配する
- シャイアー（英語版）、 シャイアー帝国を支配する

この3つはしばしば直接的または間接的に対立しており、時には地球人を巻き込むこともある。 特にクリーとスクラル人は古くからの敵であり、クリー・スクラル戦争では何度か人間が巻き込まれている。
スクラル人はまた、マジェスデーンという名の乳白色の惑星に住むマジェスダニアンと、長く一貫した戦争を続けていることでも知られている。両者の戦争は、プライドのフランクとレスリー・ディーンという2人のマジェスダニアンが犯罪行為で追放された後、地球に渡り、フランクとレスリーがスクラルズに白色矮星のコロナに隠されたマジェスデーンの場所を教えることと引き換えに、地球との戦争を止めたことから始まったという。戦争は最低でも16年間続いていたが、スクラルズがマジェスデーンにミサイルを乱射し、それにマジェスデーンが報復したことで、戦争は突然終結した。
もうひとつの著名な異星人はウォッチャーである。マーベル・ユニバースを見守る不滅の賢者であり、出来事に介入しないという神聖な誓いを立てているが、地球に配属されたウォッチャーであるウアトゥは何度かこの誓いを破っている。
エルダーズ・オブ・ザ・ユニバース（宇宙の長老）たちは、何十億年もの間、多くの世界に大きな影響を与えてきた古代の宇宙人で、単独またはグループで行動している。パワー・プリモーディアルと呼ばれる力は、彼らを通して伝達される。
他にも多くの種族が存在し、地球人による干渉など、すべての種族に影響を与える問題について発言するために「銀河間協議会」を結成している。

### 超自然的な生き物
また、マーベル・ユニバースには、神々、悪魔、吸血鬼、などの伝説的な生き物も多く登場する。多くの多神教のパンテオンに登場する「神々」は、異次元に住む強力な不死身の人間のような種族で、古代に地球を訪れ、多くの伝説の根拠となった。しかし、これらの「神々」には、地球上のすべての生物に自分の生命力を注ぎ込んだ太古の長老の女神、ガイアを祖先とし、地球とのつながりがあるという共通点がある。ガイアは、他の文化や様々なパンテオンの中で、様々な名前や姿で知られているが、同じ存在である。そのため、人間が崇拝する多神教のパンテオン（神々）のメンバーでもある。神話上の神々以外にも、マーベルの作家が作り上げた神々も多く存在しており、例えばアスガルディアンズの敵であるダーク・ゴッヅなどが挙げられる。闇の神々は、地球外の種族が崇拝してきた「神」の一種である。よく知られているシャイアーやスクラル人などの異星人にも、「神」として崇拝する存在がいるが、それらについてはほとんど明らかにされていない。 
歴史上、神や悪魔になりすました人物や存在は数多く存在しており、特にユダヤ・キリスト教の主要人物を名乗ったものは、いずれも本物ではなかった。しかし、近年、複数の天使が登場したり、楽園と呼ばれる高次の領域から天使が反乱して追放されたりしていることから、現実の宗教観と同様に、この宇宙にも何らかの形で天国や地獄が存在していると考えられている。同様に、悪魔は宇宙の問題に関与する邪悪な魔法の存在である。最も強力な存在としては、ブラックハート、メフィスト、ナイトメア、サタニッシュなどが挙げられる。また、ヴィシャンティのような強力な善意の神秘的存在や、ドゥーマムゥやオクテッセンスのような真の悪魔ではない非道徳的で悪意のある存在、あるいはH・P・ラヴクラフトやロバート・E・ハワードの神話に大きく影響を受けた存在もいる。友人であり、お互いの作品に影響を与え合ったラヴクラフトとハワードが生み出した超自然的な存在、実体、人間のキャラクターの中には、アブドル・アルハズラット、英雄コナン、ナイアーラトテップなどがあり、マーベルが映画化している。マーベルのオリジナルキャラクターである神や悪魔のような存在も、シュマゴラスのように、これらの神話から大きな影響を受けている。
現在の神々のほとんどは、長老の女神ガイアの子孫であることが明らかになっている。最も特徴的な2つのパンテオンは、アスガーディアンズ（ソーがその一員）とオリンピアンズ（ハーキュリーズがその一員）である。様々なパンテオンの主たちは、「神々の評議会」や「天空の父の評議会」と呼ばれるグループに集まることがある。神々は1,000年前にセレティアルズによって（少なくとも公然と）人間に干渉することをやめさせられたため、今日ではほとんどの人々が神々は架空の存在だと考えている。マーベル・ユニバースでは他にも、オーストラリアのアボリジニが崇拝する神々、ヒンドゥー教の神々、神道の神々、ゾロアスター教の神々など、現実世界で今でも活発に崇拝されているパンテオンが描かれている。しかし、これらの神々が描かれることはほとんどない。ある作品では、マーベルのソーとヒンドゥー教のシヴァ神が戦い、シヴァ神が負けたシーンが描かれ、大きな話題になった。シヴァはヒンドゥー教の主要な神の一人であるため、彼の敗北はヒンドゥー教の一部の信者を怒らせた。この戦いは、後に、シヴァを装ったヒンドゥー教の雷神インドラが敗北したと修正された。このような神々は、現在も信仰されている宗教の信者を怒らせないように、マーベルでは背景のキャラクターとして登場したり、ごく短いカメオ出演をしたりしている。
マーベルが描く吸血鬼は、ブラム・ストーカーの『吸血鬼ドラキュラ』をはじめとするポピュラーメディアのさまざまな解釈に大きな影響を受けている。他の多くの超自然的な生き物と同様に、マーベルは吸血鬼の起源をラヴクラフトやハワードが創造した神話の側面と絡めている。吸血鬼は、世界の大半を破壊した大変動の前に、アトランティスの神官が行った魔法の儀式によって生み出され、ヴァルネが最初の吸血鬼となった。マーベルでは、ハワードのキャラクターである「カル」や「コナン」の敵役として、ハイボリア時代に吸血鬼を頻繁に描いていた。近年、マーベルの吸血鬼の描写は大きく変わり、外見や信仰が大きく異なる一族の中に存在する様々な亜種の吸血鬼が登場するようになった。全てのヴァンパイアは、様々な程度の超人的な力、スピード、スタミナ、敏捷性、反射神経、加速された治癒力を持って描かれている。多くの吸血鬼はコウモリやオオカミなどの動物に変身したり、霧のような物質に変身したり、最も強力な吸血鬼の中には、ある程度限定された範囲で天候をコントロールすることができる者もいる。すべての吸血鬼は、生存と肉体的な活力を維持するために血液を摂取しなければならない。定期的に血を摂取している限り、老化は起こらず、病気にもかからない。日光、ニンニク、宗教的なアイコン、銀製の武器など、他のメディアで解釈されている吸血鬼に共通するよく知られた弱点も保持している。吸血鬼は木の杭で心臓を突き刺すと死ぬが、杭を取り除けば生き返る。吸血鬼は銀に対するアレルギーが強く、銀で殺すことができる。通常はすぐに回復するが、銀製の武器で受けた傷は、致命的な傷でなければ、はるかにゆっくりとした速度で回復する。吸血鬼は首を切るか火で焼くことでも殺されるが、灰になるまで焼いてから灰を撒くのが最も効果的である（灰を撒くのは、吸血鬼が神秘的に復活しないようにするためである）。

### コズミック・エンティティ
コズミック・エンティティ（宇宙的存在）は、宇宙の存在を維持するための任務を遂行するために存在する、信じられないほど大きな力を持った存在（最も弱いものは惑星全体を破壊することができる）である。その多くは人間のような「小さい存在」には全く関心がなく、その結果、彼らの行為は人間にとって危険なものとなることが繰り返される。宇宙に脅威が迫ると、これらの存在が集まって議論し、行動に移すことも珍しくない。
ほとんどの概念的な存在は、単に自分の本質的な機能を促進することや、対立する力とのバランスを保つことに関心があるだけである。しかし、ギャラクタス、イン・ビットウィーナー、メイルストロム、ストレンジャーのような特定のコズミック・エンティティは、個性や動機を示し、（最初に挙げたものを除いて）機能を超えた野心さえ持っているが、しばしば道徳は完全に相対的なものであるという視点を持ち、あるいは「より劣った」存在の文明を破壊することは、それらの存在が蟻塚を破壊するのと同じくらい悪いことではないと考えている。また、ウアトゥ・ザ・ウォッチャーやイアン、サレスティアル・アシェマやティアムトのように、人類に共感し、時には擁護するという意味では異例の存在である。
「フルクラム」は、「すべての」宇宙存在が仕えているとされる階層に比較的最近追加されたもので、ウォッチャーやセレスティアルの力をはるかに超えるレベルの生の力を持っているとされる。他の多くの存在とは異なり、良心や思いやり、そしてユーモアのセンスも持ち合わせており、他の宇宙存在にもそのような力を身につけてほしいと述べている。彼は、ワン・ アバブ・オール（すべてを超えた者）の可能性を持つマニフェステーション/アヴァターラである。 [巻数・号数が必要です]
フェニックス・フォースが初めて擬人化されたのはジーン・グレイである。フェニックス・フォースは、すべての生物の過去・現在・未来のサイオニック・エネルギーで構成されており、「うまくいかないものを焼き尽くす」ことによる再生と破壊的な変容を体現しており、ビッグバン前の宇宙の再起動にも貢献した。

## 宇宙論
マーベル・ユニバースはマルチバースの一部であり、様々な宇宙が同時に共存しているが、通常はお互いに直接影響を与えることはない。リード・リチャーズによると、マルチバースの究極の運命は、すべてを包含する熱死で滅びることだという。

### 宇宙/地球/連続性
マーベル・コミックのほとんどの作品は、アース-616と呼ばれる連続性の中で展開されている。この連続性は、何兆もの代替連続性とともにマルチバースに存在している。マーベル・マルチバースにおける代替連続体は、一般的にアース-616との相違点で定義される。
Earth-616以外の連続性には、次のものが含まれます（完全なリストについては、 Multiverse（Marvelコミック）を参照してください）。
さらに、コミックシリーズのWhat If 、 What The--？！ （以前はBrand Echhではありません）およびExiles 。連続性の概念は、「次元」や「宇宙」と同じではありません。たとえば、メフィストやドーマムゥのようなキャラクターは平行次元から、ガラクタスは現在の宇宙を始めたビッグバンの前に存在した宇宙から呼び寄せますが、それでもそれらはすべてEarth-616連続性に属しています（すべての平行次元と代替宇宙が見える同じメインタイムラインに接続されます）。連続性もインプリントと混同しないでください。以下のようないくつかのインプリントのタイトルながら、例えば、究極のマーベルは、異なる連続して行われ、のような他のインプリント、内の一部またはすべての出版エピックコミック、マーベルMAX 、およびマーベル英国は、地球-616の連続の中に場所を取ります。

### 次元
時には連続性の間にも、様々な次元が存在しており、それらはポケット・ディメンション（ポケット次元）と呼ばれることもある。そのような次元には、地球のようなものから異星人のようなものまで、数多くの種類がある。魔法的なものもあれば科学的なものもあり、人が住んでいるものもあればいないものもある。これらには、マイクロバース、ダークフォース次元、リンボ、モジョバースなどの現実が含まれる。アストラル・プレーンは、念力をはじめとする様々な超能力の源となる次元平面である。長老の女神オシュトルが作った次元であり、「オシュトルの神殿」や「心の領域」と呼ばれることもある。
様々な矛盾があるものの、次元という言葉は宇宙や現実と同じ意味で使われることがある。マーベル・ユニバースのすべての現実には、相互につながった多数の次元があり、それぞれの次元は他の現実のものとは異なっている。例えば、アルティメイト・アスガルドは、アース-616のキャラクターが知っているアスガルドとは明らかに異なることが示されている。アスガルドやダーク・ディメンションのような次元は、マーベル・ユニバースの境界の中ではなく、完全に外に存在しているため、「ポケット・ディメンション」ではない。

### 時間
通常、マーベル・ユニバースの歴史を変えることはできない。タイムトラベラーが過去のある時点で確立された出来事の流れに変更を加えた場合、分岐した宇宙は既存のタイムラインから単に「分岐」し、タイムトラベラーは変更されていない元の宇宙に戻ることになる。そのような現実は、何百、何千と存在する。なぜこのようなことが起こるのかは不明だが、「あらゆる現実のネクサス」と呼ばれるワープが、アース-616のフロリダ・エバーグレイズの沼地に存在する。ほとんどの生物は、この現象が起きていることや、自分たちの宇宙が最近別の宇宙から「生まれた」ことさえ知らないので、ほとんどの場合、これは重要ではない。しかし、様々な現実を監視したり操作しようとする個人や組織が存在する。イモータス、キャプテン・ブリテン軍団、タイム・ヴェリアンス・アソラティ、タイムブレイカーズ/エグザイル、カーン・ザ・コンケラー軍団などである。新しい別の宇宙を作らずに、未来の出来事を変える代わりに時間旅行をすることは可能だが、これはマーベル1602で描かれているように、壊滅的で非常に遠大な影響を与えるようである（死後の世界を含む多元宇宙全体をほとんど破壊してしまう）。
また、マーベル・ユニバースの世界では、時間の流れ方が現実世界とは大きく異なる。様々なキャラクターが何十年にもわたって会社の出版物に登場しているにもかかわらず、ほとんどのキャラクターが、それなりに年をとっていない。例えば、キャプテン・アメリカは1941年に誕生したが、第二次世界大戦が終わるとすぐに登場しなくなった。このキャラクターは20年以上後に復活し、死んだと思われていたが氷の塊で凍っていたと説明され、マーベルの最新のスーパーヒーローチームアベンジャーズを率いた。この最初のアベンジャーズチームには、後にマーベルの最も有名で人気のあるキャラクターが何人も登場した。これらのキャラクターは、何十年にもわたって何百、何千もの冒険の中で描かれてきましたが、ほとんど、あるいは全く年をとっていないように描かれてきました。
もちろん、この傾向は純粋にストーリー上の都合（あるいは作者のパッチワーク的なパターンの行き当たりばったり）によるもので、主にスタン・リーらが当初計画・期待していた以上に、架空の「連続性」が維持・拡大されてきたことによる。そのため、スパイダーマンの卒業など、ごく初期の頃は時間の経過がよりはっきりしていたし、キティ・プライド、フランクリン・リチャーズ、ヴィレリア・リチャーズ、パワー・パック、ニュー・ミュータントなど、最初は子供や10代のキャラクターだったものが、いずれも乱暴な速度で（2番目のケースでは時に逆戻りして）年齢を重ねることが許されているのに対し、ある一定の年齢制限に依存している周囲のキャラクターはまったく変化しない。数年前に起こった出来事が日常的に描写され、それが関係するキャラクターの一部が幼児であったことを意味する場合であっても、これは本質的に矛盾した効果を生み出している。また、ヒーローやヴィランの "第二世代 "の子孫が、出来事から18年以上経って成長した姿で登場することについても、様々なアプローチが存在しる（例えば、ハルクリング、ヤング・アベンジャーズの他のメンバー、ランナウェイズ）が、『ヤング・アリイズ』などの他の書籍では、本質的な矛盾を利用して同様の主張を否定している。当時の大統領などを直接描いた過去のストーリーが後の時代に言及された場合、それに合わせて更新される傾向があり、時には「インジョーク」として認められることもある。

### 宇宙
マーベル・ユニバースは、コミック本の読者が住んでいるノンフィクションの宇宙と同じくらい大きいと思われるが、あらゆる目的のためにローカル・グループが宇宙であり、事実上すべての活動はそこで行われている。スクラル帝国はアンドロメダ銀河に、クリー帝国は天の川銀河の衛星である大マゼラン雲に位置し、シャイアー帝国はそれらの間の小さな銀河のどこか（おそらくさんかく座銀河）に位置しており、この3つの帝国が「宇宙の」主要な政治勢力であるとよく言われる。同様に、アナイアレイシャン・ウェイヴ（消滅の波）が「宇宙全体」を血まみれにしたとき、影響を受けたのはローカルグループだけだったようだ。